# Gu Sang-bum
Dans ce nom coréen, le nom de famille, Gu, précède le nom personnel.
Gu Sang-bum (coréen : 구상범) (né le 15 juin 1964 à Séoul en Corée du Sud) est un footballeur international sud-coréen, qui évoluait au poste de défenseur, avant de devenir entraîneur.

## Biographie

### Carrière de joueur

#### Carrière en sélection
Avec l'équipe de Corée du Sud, il joue 65 matchs (pour 2 buts inscrits) entre 1988 et 1994. 
Il figure dans le groupe des sélectionnés lors des coupes du monde de 1990 et de 1994. Lors du mondial 1990, il joue un match contre la Belgique et un autre contre l'Espagne.
Il participe également aux JO de 1988, ainsi qu'à la coupe d'Asie des nations de 1988. Lors du tournoi olympique, il joue trois matchs.

## Palmarès
| Lucky-Goldstar Hwangso LG Cheetahs - Championnat de Corée du Sud (1) : - Champion : 1990. - Vice-champion : 1986 et 1989. |  | Corée du Sud - Coupe d'Asie des nations : - Finaliste : 1988. |